# دانيال روبرت دي جيسوس
دانيال روبرت دي جيسوس (بالبرتغالية: Daniel Robert de Jesus‏) (14 فبراير 1982 بساو باولو في البرازيل - 9 أبريل 2010 في كازاخستان) هو لاعب كرة قدم برازيلي في مركز الهجوم. لعب مع بورتوغيزا سانتيستا ونادي أونيفرسيداد ناسيونال ونادي إيرتيش بافلودار ونادي باهيا ونادي ساو كايتانو ونادي غواراني ونادي فورتاليزا وAlagoinhas Atlético Clube ‏ ونادي هورايزون ‏.

## وصلات خارجية
- دانيال روبرت دي جيسوس على موقع Soccerway.com (الإنجليزية)